# ロムアウド・アルピ・フィリョ
ロムアウド・アルピ・フィリョ（Romualdo Arppi Filho, 1939年1月7日 - 2023年3月4日）はブラジル出身の元サッカー審判員である。

## 概要
1963年にFIFAのライセンスを取得し1989年までFIFA国際審判員として活動していた。1986 FIFAワールドカップで決勝戦の審判を務めた。

## 担当した主な国際大会

### 1986 FIFAワールドカップ
1986 FIFAワールドカップでは3試合で審判を担当した。
- グループC: フランス代表対ソビエト連邦代表
- 決勝トーナメント1回戦: メキシコ代表対ブルガリア代表
- 決勝戦: アルゼンチン代表対西ドイツ代表